# Alexandre Montfort
Alexandre Montfort (* 12. Mai 1803 in Paris; † 12. Februar 1856 ebenda) war ein französischer Komponist.
Alexandre Montfort studierte am Conservatoire de Paris Klavier sowie Harmonielehre und Kontrapunkt bei François-Joseph Fétis und Komposition bei Henri Montan Berton. 1830 gewann er mit der Kantate La dernière nuit de Sardanapale hinter Hector Berlioz den deuxième Premier Grand Prix de Rome. Er trat den mit dem Preis verbundenen Aufenthalt in der Villa Medici in Rom gemeinsam mit Berlioz an.
Nach einer Deutschlandreise kehrte er 1835 nach Paris zurück, wo er die Opern-Pantomime La Chatte métamorphosée en femme nach Charles Duveyrier und Jean Coralli komponierte. Das Werk wurde 1837 an der Pariser Oper uraufgeführt und stand mehrere Jahre auf dem Spielplan des Hauses.
Montfort komponierte eine Anzahl weiterer musikdramatischer Werke, die alle an der Opéra-Comique aufgeführt wurden, außerdem auch Lieder und Klavierstücke.

## Werke
- La Chatte métamorphosée en femme, Opern-Pantomime, UA 1837
- Polichinelle, Oper in einem Akt, UA 1839
- La Jeunesse de Charles-Quint, Oper in zwei Akten, UA 1841
- La Sainte-Cécile, Oper in drei Akten, UA 1843
- La Charbonnière, Oper in drei Akten, UA 1845
- L’Ombre d’Argentine, Oper in einem Akt, UA 1863
- Deucalion et Pyrrha, Oper in einem Akt, 1855
- Lieder nach Napoléon Crevel de Charlemagne: La Jeunesse espagnole, Le Retour de la pêche, Le Sereno, Voici le soir
- 6 Valses brillantes für Klavier
- Rondoletto für Klavier
- Quadrille de contredanses für Klavier zu vier Händen
- Les Colombes, recueil de valses pour le piano